# Howard Steward
Howard Steward (* 17. März 1869 in Montréal; † 3. September 1951 ebenda) war ein kanadischer Curler.
Steward spielte als Third der kanadischen Québec-Mannschaft bei den III. Olympischen Winterspielen 1932 in Lake Placid im Curling. Die Mannschaft gewann die olympische Silbermedaille. Da Curling damals noch eine Demonstrationssportart war, besitzt die Medaille keinen offiziellen Status.

## Erfolge
- 2. Platz Olympische Winterspiele 1932 (Demonstrationswettbewerb)